# Gare de Boutigny
La gare de Boutigny est une gare ferroviaire française de la ligne de Villeneuve-Saint-Georges à Montargis, située sur le territoire de la commune de Boutigny-sur-Essonne, dans le département de l'Essonne en région Île-de-France.
Ouverte en 1865 par la Compagnie des chemins de fer de Paris à Lyon et à la Méditerranée (PLM), c'est une gare de la Société nationale des chemins de fer français (SNCF) desservie par les trains de la ligne D du RER. Elle se situe à une distance de 59,11 km de Paris-Gare-de-Lyon.

## Situation ferroviaire
Édifiée à 60 mètres d'altitude, la gare de Boutigny est située au point kilométrique (PK) 59,109 de la ligne de Villeneuve-Saint-Georges à Montargis, entre les gares de Ferté-Alais et de Maisse.

## Histoire

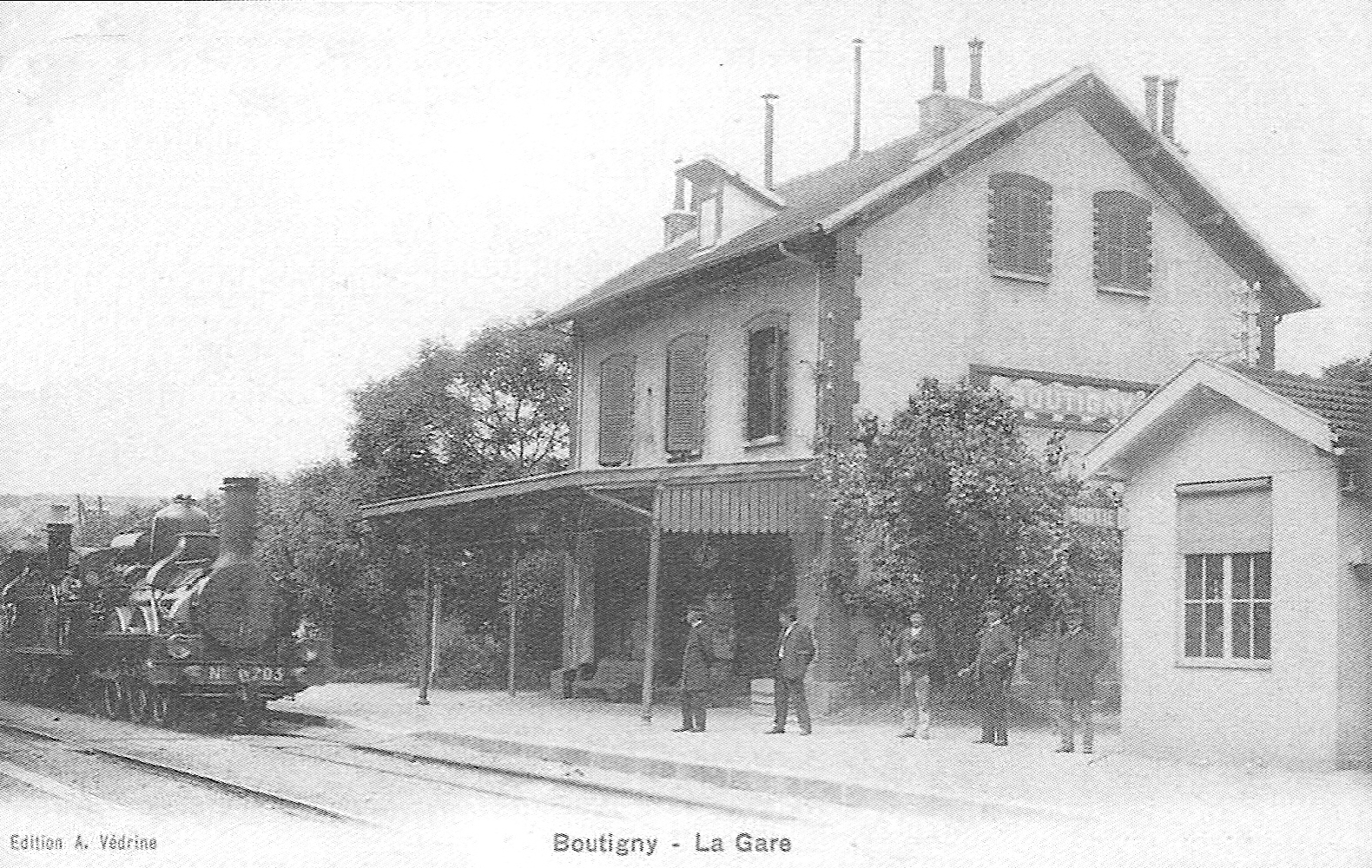
Vue de l'intérieur de la gare au début du XXe siècle.

La station de Boutigny est mise en service par la Compagnie des chemins de fer de Paris à Lyon et à la Méditerranée (PLM), le 5 janvier 1865, lors de l’inauguration de la section de Corbeil à Maisse de la ligne de Villeneuve-Saint-Georges à Montargis.

## Fréquentation
De 2015 à 2023, selon les estimations de la SNCF, la fréquentation annuelle de la gare s'élève aux nombres indiqués dans le tableau ci-dessous.
| Année     | 2015    | 2016    | 2017    | 2018    | 2019    | 2020   | 2021    | 2022    | 2023    |
| --------- | ------- | ------- | ------- | ------- | ------- | ------ | ------- | ------- | ------- |
| Voyageurs | 206 851 | 200 565 | 193 710 | 183 549 | 174 695 | 91 214 | 151 469 | 144 265 | 153 520 |

## Service des voyageurs

### Accueil
Gare SNCF du réseau Transilien, elle offre divers services avec, notamment, une présence commerciale quotidienne du lundi au vendredi (fermée samedi, dimanche et fêtes), et des aménagements et services pour les personnes à mobilité réduite. Elle est équipée d'un automate pour la vente des titres de transport Transilien ainsi que d'un « système d'information sur les circulations des trains en temps réel ».

### Desserte
Boutigny est desservie par les trains de la ligne D du RER. Depuis le service annuel 2025, du lundi au vendredi, 3 trains directs en provenance/à destination de Paris - Gare de Lyon desservent la gare, les autres missions ayant pour origine/terminus Corbeil-Essonnes.

### Intermodalité
Un parking pour les véhicules est aménagé à proximité. La gare est desservie par les lignes 4305, 4344 et 4348 du réseau de bus Essonne Sud Est et par le service de transport à la demande « TàD Milly-la-Forêt ».

## Galerie de photographies

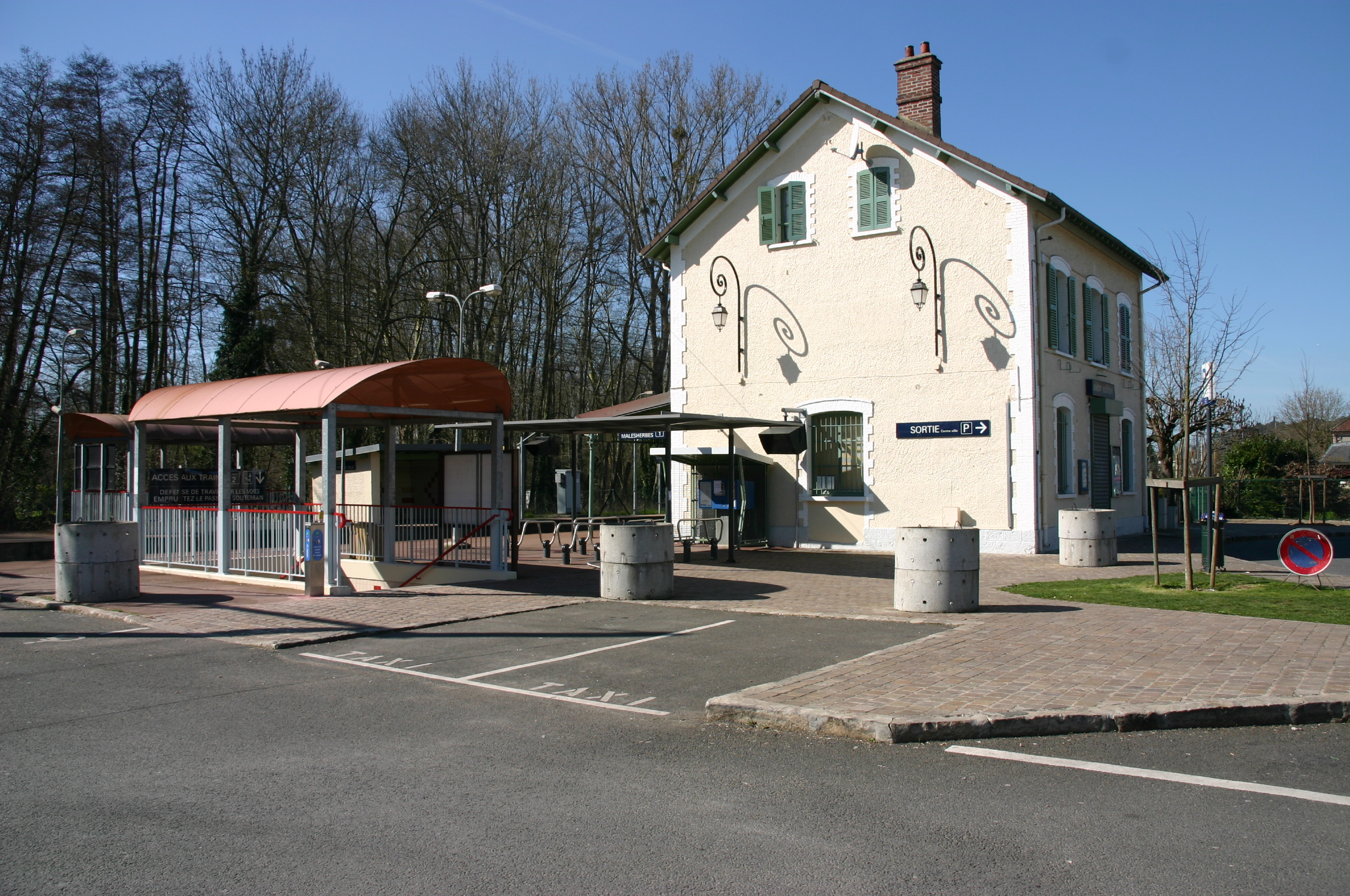
Entrée près du bâtiment voyageurs.
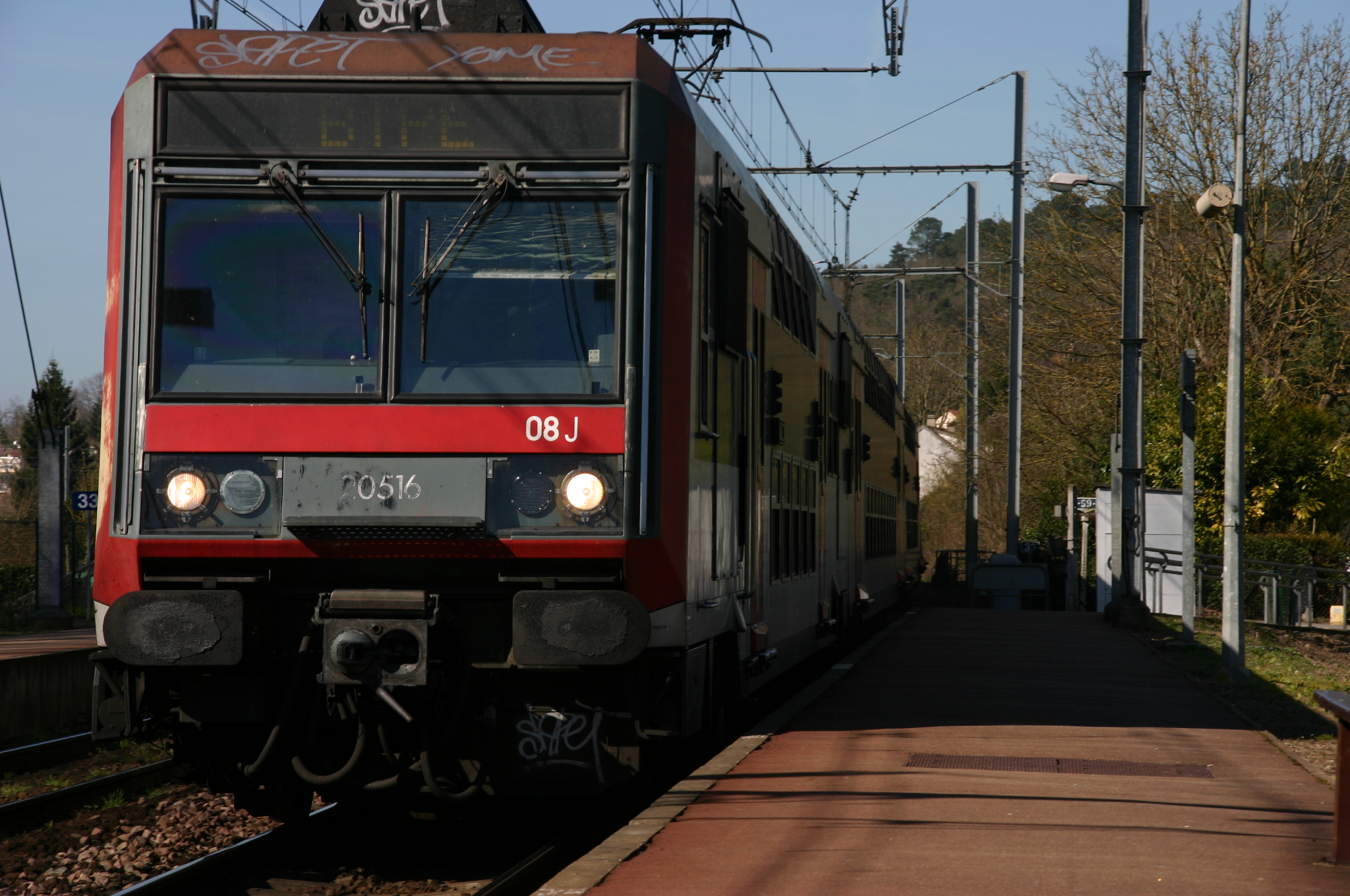
Entrée en gare d'une rame Z 20500.
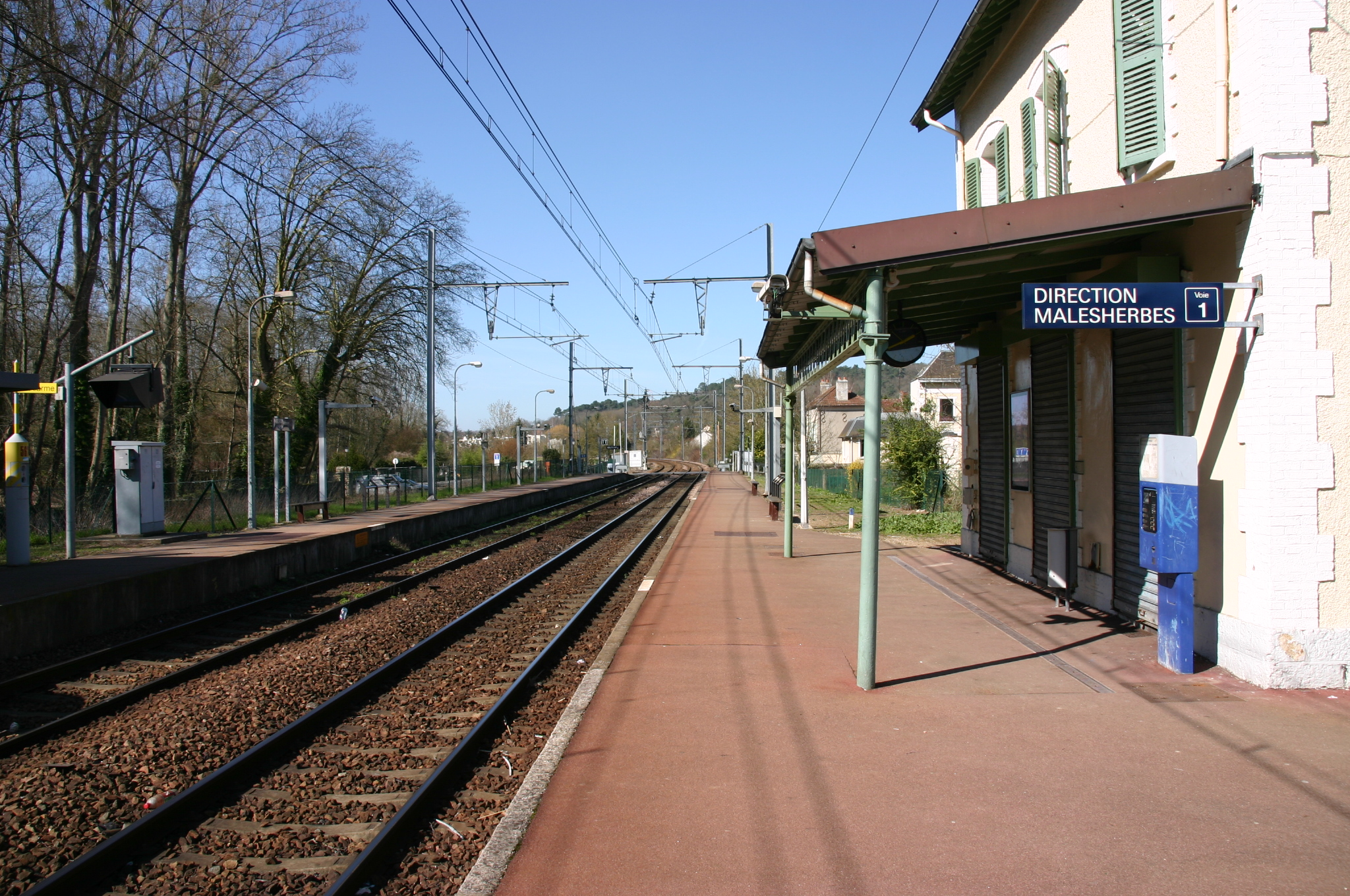
Vue des voies et des quais en regardant vers Corbeil-Essonnes.
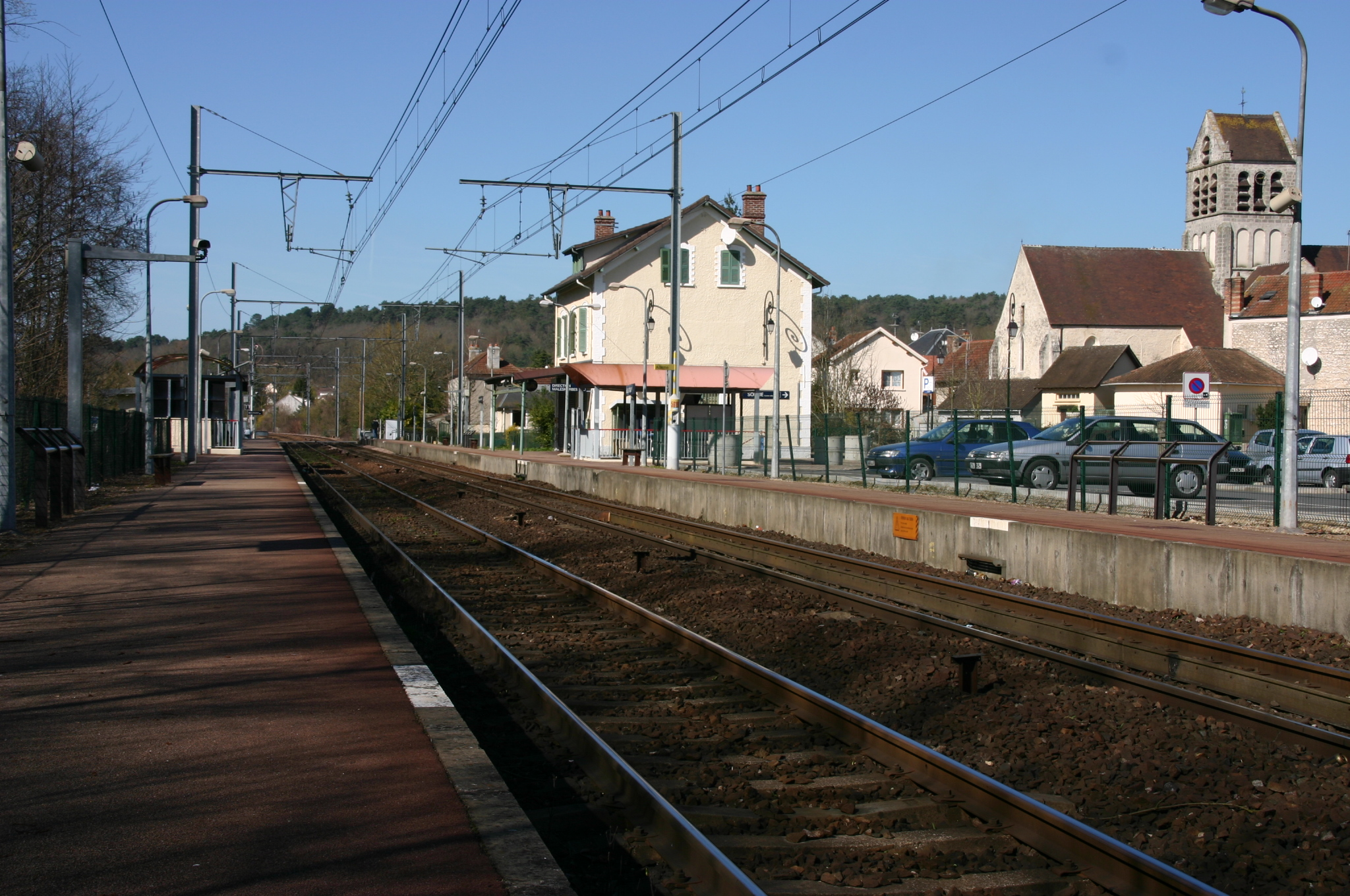
La gare avec le village et l'église en arrière-plan.
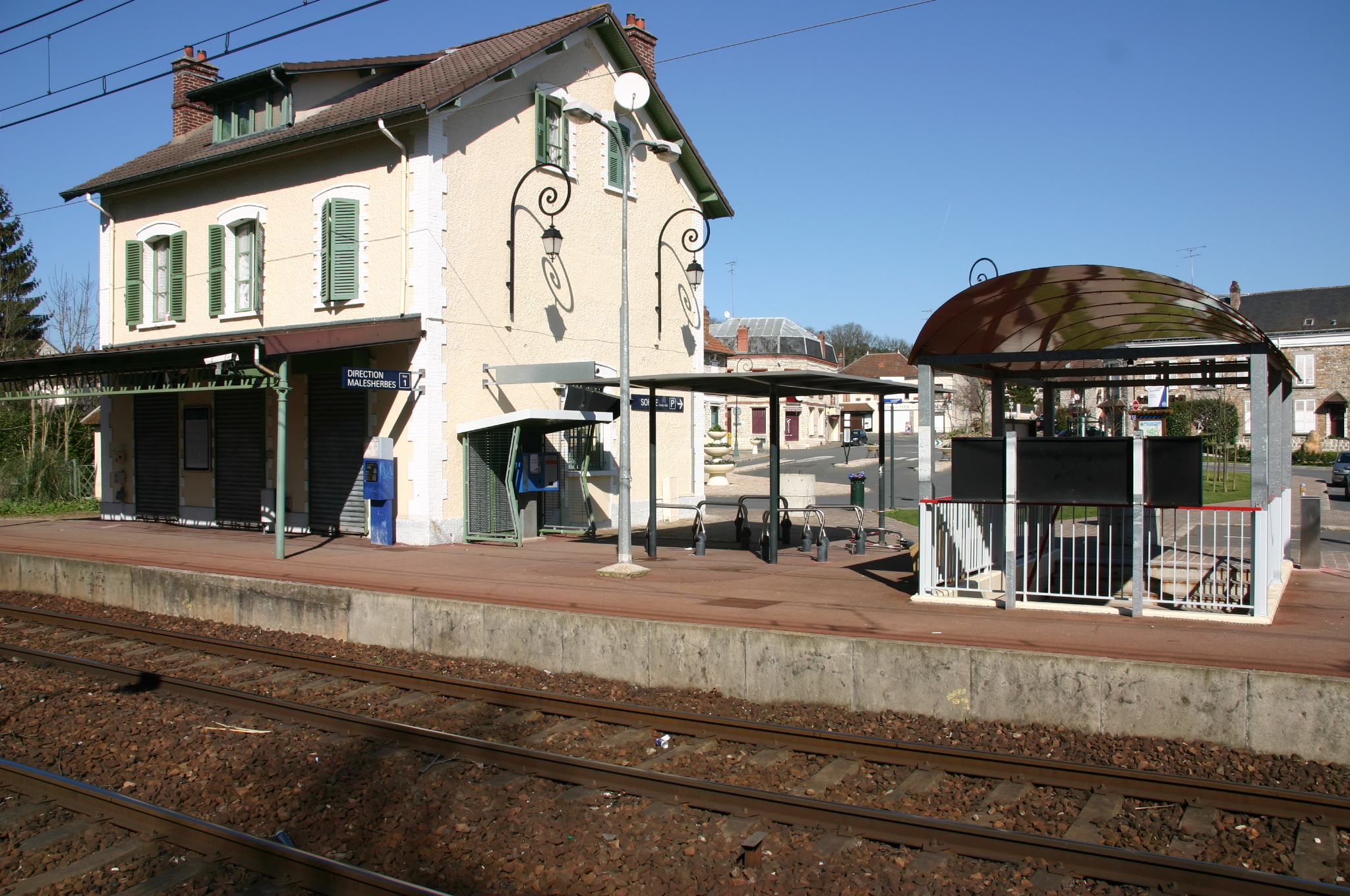
La façade de la gare depuis le quai opposé.